# Vium
Vium est un village du Danemark de la municipalité de Silkeborg.

## Histoire
Au XIXe siècle, les paroisses d'Almind et de Sjørslev ont été annexées à la paroisse de Vium. Les trois paroisses appartenaient au comté de Lysgård dans le comté de Viborg. Ils formèrent la municipalité paroissiale de Vium-Almind-Sjørslev, mais devinrent plus tard 3 municipalités paroissiales indépendantes. Lors de la réforme du gouvernement local en 1970, Almind a été intégrée à la municipalité de Viborg, les autres à la municipalité de Kjellerup, qui, lors de la réforme structurelle de 2007, est devenue une partie de la municipalité de Silkeborg.

## Personnalité
- Steen Steensen Blicher (1782-1848), écrivain, y est né.